# بكر (شبام كوكبان)

تعديل مصدري - تعديل

بكر هي إحدى قرى عزلة ضلاع الأعلى بمديرية شبام كوكبان التابعة لمحافظة المحويت، بلغ تعداد سكانها 612 نسمة حسب تعداد اليمن لعام 2004.